# Justin Rademacher
Justin Lee Rademacher (ur. 2005) – amerykański zapaśnik walczący w stylu wolnym.
Złoty medalista mistrzostw panamerykańskich w 2025. Trzeci na MŚ juniorów w 2024 roku.
Zawodnik West Linn High School i Oregon State University.